# Cathy Plasman
Cathy Plasman (Geel, 31 oktober 1964) is een voormalig Belgisch volksvertegenwoordiger.

## Levensloop
Cathy Plasman studeerde in 1988 af als landbouwkundig ingenieur aan de Rijksuniversiteit Gent, met een specialisatie in biotechnologie. Van 1989 tot 1998 werkte ze als adviseur oceaanbeleid bij de dienst Beheer en bescherming van het mariene milieu (BMM) van het Koninklijk Belgisch Instituut voor Natuurwetenschappen. Daarna was zij van 1998 tot 1999 coördinator gevaarlijke stoffen bij de Vlaamse Milieumaatschappij. 
Ze werd politiek actief voor de groene partijen Agalev en Groen!, om eind 2003 over te stappen naar de socialistische sp.a. Tussen 2000 en 2007 werkte Plasman als adviseur op verschillende ministeriële kabinetten: van 2000 tot 2003 bij Olivier Deleuze, staatssecretaris voor Energie,  van 2003 tot 2005 bij Johan Vande Lanotte, vicepremier en minister van Begroting, en van 2005 tot 2007 bij Renaat Landuyt, minister van Mobiliteit. Van 2000 tot 2004 was zij tevens regeringscommissaris bij het nucleair onderzoekscentrum SCK CEN, van 2003 tot 2008 ondervoorzitter van de Commissie van Advies voor de niet-verspreiding van kernwapens (CARVEK), dat voor de federale overheid adviezen uitbrengt over nucleaire exportdossiers, en van 2005 tot 2008 bestuurder bij het publieke energiedienstenbedrijf Fedelco. Na haar periode als kabinetsmedewerkster was Plasman van 2007 tot 2009 afdelingshoofd van de dienst Landbouw en Maatschappij van het Vlaams Instituut voor Landbouw- en Visserijonderzoek (ILVO).
Bij de federale verkiezingen van juni 2007 stond Plasman als eerste opvolger op de sp.a-lijst in de kieskring Oost-Vlaanderen. Van juli 2009 tot juni 2010 zetelde ze effectief in de Kamer van volksvertegenwoordigers ter vervanging van Freya Van den Bossche, die de overstap maakte naar het Vlaams Parlement. Tijdens haar periode als federaal volksvertegenwoordiger maakte zij deel uit van de commissies Bedrijfsleven, Wetenschapsbeleid, Onderwijs, Nationale Wetenschappelijke en Culturele Instellingen, Middenstand en Landbouw en Infrastructuur, Verkeer en Overheidsbedrijven. Bij de federale verkiezingen van juni 2010 stond Plasman opnieuw als eerste opvolger op de lijst, maar ze keerde niet meer naar de Kamer terug. Op lokaal niveau was zij van 2007 tot 2012 gemeenteraadslid van Gent. Tot augustus 2009 was ze fractieleider in de gemeenteraad. 
Na haar mandaat in het parlement was Plasman van 2011 tot 2012 opnieuw adviseur op het kabinet van Johan Vande Lanotte, toen vicepremier en minister van Economische Zaken. Daarna was zij van 2012 tot 2016 secretaris-generaal van Bio.be/Essenscia, de sectorfederatie van Belgische bedrijven actief in biotechnologie en life science. Sinds 2016 is zij hoofd externe en EU-contacten van het ILVO.
Plasman was tevens van 2007 tot 2012 lid van de raad van bestuur van de Haven van Gent en van 2007 tot 2013 vicevoorzitter van distributienetbeheerder Eandis.